# Team Canada (WCW)
Team Canada fue un stable heel de lucha libre profesional activo en World Championship Wrestling, que estuvo en 2000 y 2001. El equipo estaba compuesto por canadienses y estadounidenses que creían que Canadá era superior a los Estados Unidos de América.

## Historia
Team Canada nació en Vancouver, Columbia Británica, Canadá en New Blood Rising el 13 de agosto de 2000, donde el canadiense Lance Storm defendía el Campeonato de Peso Pesado de los Estados Unidos de la WCW en un partido con Mike Awesome. El partido fue arbitrado por el canadiense Jacques Rougeau, quien permitió a Storm derrotar a Awesome y retener su título cambiando constantemente las reglas. Después del partido, el luchador canadiense semirretirado Bret Hart llegó al ring y abrazó a Storm y Rougeau.
En el episodio del 14 de agosto de 2000 de Monday Nitro en Kelowna, Columbia Británica, Canadá, Storm se vio obligado a enfrentarse a Awesome en otra defensa del título. Se las arregló para derrotar a Awesome después de la interferencia de Rougeau, Carl Ouellet también canadiense y Eljador Elix Skipper (quien fue considerado como un jugador anterior de Canadian Football League). Tras el partido, Storm anunció que los cuatro se conocerían colectivamente como 'Equipo de Canadá.
En ese momento, Storm celebró tres campeonatos Campeonato de Peso Pesado de la Estados Unidos de la WCW, el Campeonato Peso Crucero de la WCW y el Campeonato Hardcore de la WCW. Storm había cambiado el nombre de los campeonatos al "Campeonato canadiense de peso pesado", "100 Kilos y Under Championship" y "Saskatchewan Hardcore International Title", respectivamente, colocando pegatinas grandes con la bandera canadiense en cada cinturón de título. Storm luego le dio el Campeonato de 100 kilos y menos a Skipper y el Título internacional de Hardcore de Saskatchewan a Oulette para recompensarlos por ayudarlo en su combate con Mike Awesome más temprano esa noche. Oulette perdió su título a Norman Smiley más tarde esa noche, mientras que Skipper retuvo su título hasta el 2 de octubre de 2000, cuando perdió contra Mike Sanders. Storm continuó defendiendo el Campeonato de Peso Pesado Canadiense. Rougeau y Oulette dejaron WCW poco después, reduciendo el establo a Storm y Skipper.
Team Canada rápidamente comenzó un  feudo con  face Misfits In Action estable, con Storm y General Hugh G. Rection, el líder de los Misfits, cambiando el Canadian Heavyweight Championship (que Rection renombró como el "Campeonato de peso pesado de los Estados Unidos WCW" tan pronto como lo ganó). Storm fue asistido en una defensa del título el 17 de septiembre de 2000 en Fall Brawl 2000 cuando el árbitro invitado de un combate por el título entre Storm y Rection, el patriota estadounidense Jim Duggan,  turned Heel ayudando a Storm a vencer a Rection, uniéndose al Team Canada. Rection finalmente ganó el título el 29 de octubre de 2000 al derrotar a Storm y Duggan en un partido de handicap. Storm, sin embargo, ganaría el título por tercera vez el 13 de noviembre de 2000 cuando el estadounidense Major Gunns desertó de los inadaptados y se unió al equipo de Canadá lanzando una toalla en nombre de Rection, lo que le cuesta una defensa del título contra Storm.
Team Canada se enemistó con The Filthy Animals a finales de 2000. El 3 de enero de 2001, el estadounidense Mike Awesome se unió al Team Canada (Awesome formó parte del establo original de Team Canada en FMW), en el proceso de expulsión de Duggan del establo. Después de que Skipper y Gunns también salieron del establo, Storm y Awesome comenzaron a desafiar al Campeonato Mundial de Parejas WCW. En el episodio final de  WCW Monday Nitro  el 26 de marzo de 2001, Chuck Palumbo y Sean O'Haire derrotaron a Storm y Awesome para retener el Campeonato Mundial de Parejas de la WCW. El establo se disolvió inmediatamente después cuando WCW fue comprado por World Wrestling Federation (aunque Storm y Awesome siguieron formando equipo al unirse al WWF).

## Miembros
| - Mike Awesome - Jim Duggan - Major Gunns - Bret Hart | - Carl Oulette - Jacques Rougeau - Elix Skipper - Lance Storm |

## Campeonatos y logros
- World Championship Wrestling

- WCW Hardcore Championship (2 veces) – Lance Storm (1 vez), Carl Oulette (1 vez)
- WCW United States Heavyweight Championship (3 veces) – Lance Storm
- WCW Cruiserweight Championship (2 veces) – Lance Storm (1 vez), Elix Skipper (1 vez)